# Seyi Olofinjana
Oluwaseyi George "Seyi" Olofinjana, född 30 juni 1980 i Lagos, Nigeria, är en före detta professionell fotbollsspelare (mittfältare) som senast spelade i norska IK Start. Olofinjana har även spelat i Nigerias landslag, han debuterade den 6 juni 2000 och spelade totalt 45 internationella matcher. Han har tidigare spelat för bland annat SK Brann, Wolverhampton och Stoke City på klubbnivå.